# Regula Venske

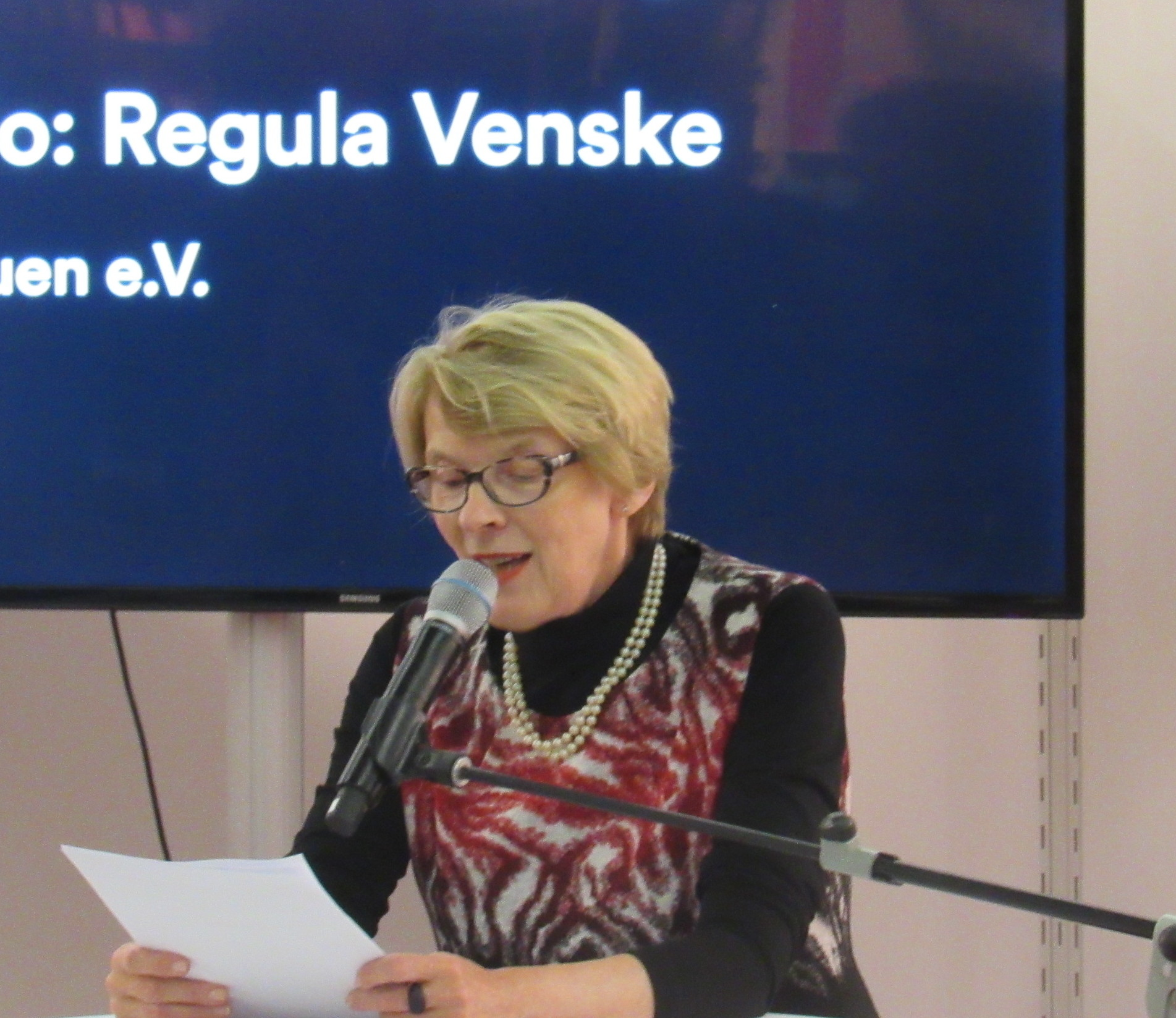
Regula Venske auf der Frankfurter Buchmesse 2017.

Regula Venske (* 12. Juni 1955 in Minden) ist eine deutsche Schriftstellerin und Literaturwissenschaftlerin. Sie war von  2017 bis 2021 Präsidentin des PEN-Zentrums Deutschland und von 2022 bis 2023 Generalsekretärin von PEN International.

## Leben
Venske studierte Rechtswissenschaften in Heidelberg sowie Germanistik und Anglistik in Hamburg, die Staatsexamensarbeit schrieb sie über Fanny Lewald. Von 1982 bis 1986 arbeitete sie als wissenschaftliche Mitarbeiterin, Lehrbeauftragte und Lektorin an der Universität Hamburg, der FU Berlin und der Queen Mary, University of London.
1987 promovierte Regula Venske an der Universität Hamburg mit der Dissertationsschrift Mannsbilder – Männerbilder. Konstruktion und Kritik des Männlichen in zeitgenössischer deutschsprachiger Literatur von Frauen zum Doktor der Philosophie. Von April 1989 bis September 1989 war sie als Referentin bei der Bertelsmann Stiftung angestellt. Von 1990 bis 1998 war sie freie Mitarbeiterin im Medienbereich der Stiftung. Seit den 1990er Jahren arbeitet sie als freie Autorin in Hamburg, gelegentlich unterbrochen von Tätigkeiten als Literaturredakteurin bei Brigitte und Verlagsleiterin im Rotbuch-Verlag.
1991 veröffentlichte sie ihren ersten Kriminalroman mit dem Titel Schief gewickelt. Weitere Bücher folgten, darunter drei Gemeinschaftsromane mit anderen Autoren. Weiterhin veröffentlichte sie zahlreiche Kurzgeschichten, Kinder- und Jugendbücher und sprachexperimentelle Prosatexte. Daneben fungierte sie mehrfach auch als Herausgeberin und übersetzte im Rahmen einer neuen Werkausgabe den Kriminalroman Blausäure von Agatha Christie ins Deutsche.
Als Vertreterin einer fachlichen und gesellschaftspolitischen Institution nimmt Regula Venske immer wieder auch Stellung in gesellschaftspolitischen Fragen, so in Tagesmedien wie der Frankfurter Rundschau, der taz oder der jungen Welt. Sie ist Mitglied des PEN-Zentrums Deutschland und war seit 2013 dessen Generalsekretärin. Auf der Jahreshauptversammlung wurde Venske am 28. April 2017 in der Nachfolge von Josef Haslinger zur neuen Präsidentin des PEN-Zentrums Deutschland gewählt. In dieser Funktion kämpfte sie auch gegen die Verfolgung der ugandischen Schriftstellerin und Aktivistin Stella Nyanzi. Am 26. Oktober 2021 wurde Deniz Yücel zu ihrem Nachfolger gewählt. Von Anfang Oktober 2022 bis 20. November 2023 war sie Generalsekretärin von PEN International. Von diesem Amt trat sie aufgrund des „Mangels an Empathie mit den israelischen Opfern des 7. Oktober“ in an ihr vorbei lancierten Erklärungen des PEN International-Sekretariats vorzeitig zurück.
Venske lebt mit ihrer Familie in Hamburg. Der Schauspieler, Kabarettist, Moderator und Schriftsteller Henning Venske ist ihr Bruder.

## Kriminalromane
- 1991 Schief gewickelt. Kellner, Hamburg, ISBN 3-927623-69-5
- 1993 Kommt ein Mann die Treppe rauf. Kellner, Hamburg, ISBN 3-927623-71-7
- 1995 Rent A Russian. Kellner, Hamburg, ISBN 3-927623-46-6
- 1998 Double für eine Leiche. Heyne, München, ISBN 3-453-14306-X
- 2002 Herzschlag auf Maiglöckchensauce. Scherz, Bern u. a., ISBN 3-502-51851-3
- 2003 Du sollst nicht töten: zwölf Verbrechen aus der Bibel. Scherz, Frankfurt/M., ISBN 3-502-51931-5
- 2005 Hotel Terminus: ein Kriminalroman von zwölf Autoren. Aufbau, Berlin, ISBN 3-7466-2113-5 (Kettenroman; konzipiert von H. P. Karr und Jürgen Alberts)
- 2005 Juist Married oder: Wohin mit der Schwiegermutter?. Leda, Leer, ISBN 978-3-934927-85-8
- 2008 Bankraub mit Möwenschiss. Leda, Leer, ISBN 978-3-939689-18-8
- 2009 Der Bajazzo. Suhrkamp, Frankfurt/M., ISBN 978-3-518-46117-4
- 2010 Ein allzu leichter Tod. Suhrkamp, Frankfurt/M., ISBN 978-3-518-46198-3

## Jugendbücher
- 1988 Ach Fanny! Vom jüdischen Mädchen zur preußischen Schriftstellerin: Fanny Lewald, Elefanten Press, Berlin
- 1998 Der geklaute Heilige, Kerle Verlag, Freiburg
- 2000 Ein Haus auf Reisen, Gerstenberg Verlag, Hildesheim
- 2003 Lale und der goldene Brief, Gerstenberg
- 2004 Der ganz normale Wahnsinn, Bertelsmann
- 2009 Als Papa den Mond abschoss, mit Bildern von Karoline Kehr. Tulipan Verlag

## Sachbücher
- 1986 Oder war da manchmal noch etwas anderes? Texte zu Marlen Haushofer, Verlag Neue Kritik, Frankfurt/Main
- 1987 Frauenliteratur ohne Tradition? (Zusammen mit Inge Stephan und Sigrid Weigel). Neun Autorinnenporträts, Fischer Taschenbuch Verlag, Frankfurt/Main.
- 1988 Mannsbilder – Männerbilder. Konstruktion und Kritik des Männlichen in zeitgenössischer deutschsprachiger Literatur von Frauen, Georg Olms Verlag, Hildesheim
- 1994 Weiberjahnn. Eine Polemik zu Hans Henny Jahnn (als Herausgeberin)
- 1991 Das Verschwinden des Mannes in der weiblichen Schreibmaschine, Luchterhand Literaturverlag, Hamburg und Zürich
- 2003 (Hrsg.): Du sollst nicht töten. Zwölf Verbrechen aus der Bibel, Zürich
- 2021: Mein Langeoog, Mare-Verlag

## Auszeichnungen
- 1987 Oldenburger Kinder- und Jugendbuchpreis für Ach Fanny! Vom jüdischen Mädchen zur preußischen Romanschriftstellerin
- 1995 Hamburger Förderpreis für Literatur
- 1996 Deutscher Krimipreis (für den Kriminalroman Rent a Russian)
- 1997 Lessing-Stipendium des Hamburger Senats
- 2003 Kinderbuchautorenresidenz des Luxemburger Kultusministeriums und der Stadt Echternach
- 2010 Krimi-Stipendium „Trio mortale“ der Landeshauptstadt Wiesbaden

## Belege
1. ↑  Siehe etwa: "Zunehmend Anleihen bei Nazirhetorik". PEN-Zentrum empört über Sprachverrohung durch Rechte, junge Welt, 22. Mai 2019.
2. ↑  Regula Venske ist neue Präsidentin des deutschen PEN-Zentrums, Deutsche Welle vom 29. April 2017, abgerufen am 29. April 2017
3. ↑  Stella Nyanzi (Uganda). (PDF) Abgerufen am 3. Juli 2021.
4. ↑  Wahlen beim Internationalen PEN-Kongress 2022 in Uppsala. In: pen-deutschland.de. 4. Oktober 2022, abgerufen am 20. November 2023.
5. ↑  Rücktritt von Regula Venske als Generalsekretärin von PEN International. In: pen-deutschland.de. 20. November 2023, abgerufen am 20. November 2023.
6. ↑  Andreas Platthaus: Generalsekretärin Regula Venske tritt zurück, FAZ, 20. November 2023; abgerufen am

| Personendaten    | Personendaten             |
| ---------------- | ------------------------- |
| NAME             | Venske, Regula            |
| KURZBESCHREIBUNG | deutsche Schriftstellerin |
| GEBURTSDATUM     | 12. Juni 1955             |
| GEBURTSORT       | Minden                    |